# Lingua oksapmin
La lingua oksapmin(ISO 639-3 opm) è una lingua papuasica parlata a Papua Nuova Guinea.

## Distribuzione geografica
La lingua conta circa 8000 locutori, stanziati in prevalenza nella provincia di Sandaun.

## Grammatica
La tipologia linguistica è Soggetto Oggetto Verbo.

## Sistema di scrittura
La lingua oksapim è scritta in alfabeto latino.